# Shakib Al Hasan
Shakib Al Hasan ou Saqibul Hasan est un joueur de cricket international bangladais né le 24 mars 1987 dans le district de Magura. All-rounder au sein de l'équipe de la division de Khulnâ, il fait ses débuts avec l'équipe du Bangladesh en One-day International en 2006 puis en Test cricket l'année suivante. Il participe à la Coupe du monde 2007. En 2009, il succède à Mashrafe Mortaza en tant que capitaine de la sélection.

## Biographie

### Jeunesse
Shakib Al Hasan naît le 24 mars 1987 à Magura, dans la division de Khulnâ. Enfant, il s'intéresse avant tout au football, sport que pratiquent certains membres de sa famille. Ce n'est qu'à l'adolescence qu'il commence à pratiquer le cricket de manière sérieuse, et il est sélectionné parmi les différentes équipes de jeunes du Bangladesh.

### Début de carrière
Il fait ses débuts en first-class cricket en janvier 2005 avec le Bangladesh Cricket Board President's XI contre le Zimbabwe, en tournée au Bangladesh. Il fait partie de l'équipe du Bangladesh A en tournée au Zimbabwe le mois suivant. La même année, il dispute son premier match avec la division de Khulnâ. Fin 2005, lors de la finale d'un tournoi opposant les équipes de moins de 19 ans du Bangladesh, d'Angleterre et du Sri Lanka, il conduit son équipe à la victoire face aux Srilankais en marquant un century après avoir réalisé une performance au lancer de 3/39, face aux Sri Lankais. Lors de la Coupe du monde des moins de 19 ans qui suit, il est l'« homme du match » pour ses quatre guichets pris lors de la victoire des Bangladais en match de poule face aux futurs champions du monde pakistanais.

### Débuts internationaux
Shakib Al Hasan est sélectionné pour la première fois avec l'équipe du Bangladesh pour la tournée de 2006 au Zimbabwe et au Kenya, à la suite de ses performances avec les moins de 19 ans du Bangladesh et avec l'équipe A. Il fait ses débuts en One-day International contre le Zimbabwe. Il fait partie de l'équipe éliminée au tour qualificatif du Trophée des Champions 2006.
À l'approche de la Coupe du monde 2007, le Bangladesh dispute à Antigua un tournoi contre les Bermudes et le Canada, deux équipes qui ne sont pas habilitées à disputer des test-matchs mais se sont qualifiées pour la Coupe du monde. La finale du tournoi face aux Canadiens est l'occasion pour Shakib Al Hasan de marquer son premier century international, 138 courses, qui lui valent le titre d'« homme du match ». Lors de la Coupe du monde, le Bangladesh est dans le groupe B, avec l'Inde, le Sri Lanka et les Bermudes. Inde et Sri Lanka sont favoris de la poule. Grâce aux performances au lancer de Mashrafe Mortaza et à la batte de ses trois jeunes joueurs Tamim Iqbal, Mushfiqur Rahim et Shakib Al Hasan, le Bangladesh bat l'Inde et se qualifie pour le deuxième tour de la compétition. À la suite de la Coupe du monde, Shakib Al Hasan dispute son premier test-match en mai 2007, contre l'Inde.

### Joueur-clé
À titre individuel, Shakib Al Hasan connaît une année 2008 statistiquement réussie, alors que le Bangladesh est comme d'habitude irrégulier et souvent peu performant. Cette année-là, Shakib Al Hasan possède ainsi notamment le meilleur total de courses et de guichets de son équipe en Test cricket. Il réussit son deuxième century en ODI, 108 courses, contre le Pakistan. Il marque plus de la moitié des courses de son équipe mais ne peut empêcher la défaite du Bangladesh. Ses examens universitaires l'empêchent de disputer un tournoi contre l'Inde et le Pakistan, ainsi que la Coupe d'Asie.
La Nouvelle-Zélande effectue une tournée au Bangladesh en octobre 2008. Lors du premier test-match de la série, le Bangladesh perd par seulement trois guichets, Daniel Vettori sauvant des Néo-Zélandais en difficulté. Lors de la première des deux manches de ses adversaires, Shakib Al Hasan réussit la meilleure performance au lancer jamais réalisée par un Bangladais en Test cricket : 7/36, suivie de 76 courses dans la deuxième manche de son équipe.
Le Sri Lanka se déplace également au Bangladesh en décembre de la même année. Lors du premier test de la série de deux, le Bangladesh doit marquer 521 courses dans la dernière manche pour remporter le match. Aucune équipe n'a jamais réalisé un tel total dans une dernière manche pour gagner un match. Le Bangladesh échoue à 107 courses de l'objectif, mais réussit tout de même un total de 413 courses grâce à un century de son capitaine Mohammed Ashraful. Shakib Al Hasan est impliqué dans deux partnerships importants avec Ashraful et Mushfiqur Rahim. Il marque 96 courses dans cette seconde manche. Ce total et ses cinq guichets dans la première manche srilankaise lui valent d'être nommé « homme du match ».
Toujours à domicile, le Bangladesh rencontre les Srilankais et le Zimbabwe dans un tournoi au format ODI entre les trois nations, début 2009. Défaits lors de leur match initial face aux Africains, les Bangladais doivent remporter leur rencontre face aux Srilankais pour espérer disputer la finale du tournoi face à ces mêmes adversaires. Alors que son équipe, à la batte en seconde, est en difficulté, Shakib Al Hasan marque 92 courses et permet aux Bangladais d'accéder à la finale, qu'ils perdent. Ses performances lors du tournoi, à la fois à la batte et au lancer, lui permette d'atteindre la première place du classement individuel des joueurs déterminé par l'International Cricket Council, dans la catégorie all-rounders en ODI, devant Jacob Oram et Andrew Flintoff. C'est la première fois qu'un Bangladais est en tête d'un de ces classements. Désigné meilleur joueur du tournoi face aux Srilankais et au Zimbabwe, il l'est également dans la foulée lors d'une série d'ODI face aux Zimbabwéens.

## Bilan sportif

### Principales équipes
|                    | Test        | ODI         | Twenty20 |
| ------------------ | ----------- | ----------- | -------- |
| Bangladesh         | 2007 -      | 2006 -      | 2006 -   |
|                    | First-class | List A      | Twenty20 |
| Division de Khulnâ | 2004-2005 - | 2007-2008 - |          |

### Statistiques
| Statistiques internationales                          |       |       |       |
|                                                       | Tests | ODI   | T20I  |
| Matchs joués                                          | 57    | 208   | 76    |
| Courses marquées                                      | 3930  | 6385  | 1567  |
| Moyenne à la batte                                    | 40,69 | 39,08 | 25,74 |
| 50/100                                                | 25/5  | 48/9  | 9/0   |
| Meilleur score                                        | 217   | 134*  | 84    |
| Guichets pris                                         | 210   | 261   | 92    |
| Moyenne au lancer                                     | 29,20 | 29,72 | 20,18 |
| 5 g. en une manche                                    | 18    | 2     | 1     |
| 10 g. en un match                                     | 2     | 0     | 0     |
| Meilleure perf. lancer                                | 7/36  | 5/29  | 5/20  |
| Catches/Stumpings                                     | 24/–  | 50/–  | 19/–  |
| Statistiques générales                                |       |       |       |
|                                                       | FC    |       |       |
| Matchs joués                                          | 93    |       |       |
| Courses marquées                                      | 5845  |       |       |
| Moyenne à la batte                                    | 38,46 |       |       |
| 50/100                                                | 34/8  |       |       |
| Meilleur score                                        | 217   |       |       |
| Guichets pris                                         | 310   |       |       |
| Moyenne au lancer                                     | 30,03 |       |       |
| 5 g. en une manche                                    | 23    |       |       |
| 10 g. en un match                                     | 2     |       |       |
| Meilleure perf. lancer                                | 7/32  |       |       |
| Catches/Stumpings                                     | 47/–  |       |       |
| Mise à jour de la boîte : 24 mai 2021 Actualiser aide |       |       |       |

## Honneurs
- Désigné meilleur joueur de Test cricket de l'année en 2009 par le magazine The Wisden Cricketer[2].